# مسجد الصفار
مسجد الصفار هو مسجد قديم من مساجد مدينة تونس، لم يعُد موجودا، وقد كان يقع جنوب المدينة.

## الموقع
كان يقع بنهج  سيدي صوردو.

## التّاريخ
اعتاد الوليّ الصّالح محمد بن علي الصوردو المعروف بسيدي صوردو الصّلاة به وقد توفّى سنة 1873 ميلادي الموافق لسنة 1290 هجري.